# 堀江宗親
堀江 宗親（ほりえ むねちか、生没年不詳）は戦国時代の武将。越後国上杉家家臣。駿河守。鮫ヶ尾城主。

## 略歴
上杉家が最も勢力を拡大した天正5年（1577年）当時は、最前線である加賀国・津幡城主となっている。
上杉謙信死後は上杉景虎擁立派に属し、御館の乱が勃発した時は1万の軍勢を伴って御館に入り、上杉景勝軍と戦う。
御館陥落後には景虎一家を関東への道のり（景虎は北条氏康の子、もしくは北条家縁者との説が有力）で唯一残っていた鮫ヶ尾城に迎え入れ、相模への脱出を試みると思われたが、景虎入城時には既に景勝側の安田顕元に内通しており、景虎入城後に二の丸に火を放って城から退去。景勝方の総攻撃により景虎は妻子共々自刃し乱は事実上終結した（実際には景虎派の武将が1年余り抵抗している）。
なお、乱終結後に領地が没収されている事以外、宗親の処遇や行方などの記録は今のところ見つかっていない。